# Bahnhof Shin-Yokohama
Der Bahnhof Shin-Yokohama (jap. 新横浜駅, Shin-Yokohama-eki) ist ein Bahnhof auf der japanischen Insel Honshū, gemeinsam betrieben von den Bahngesellschaften JR Central und JR East sowie vom Verkehrsamt der Stadt Yokohama. Der bedeutende Eisenbahnknotenpunkt befindet sich in der Präfektur Kanagawa auf dem Gebiet der Stadt Yokohama, genauer im Bezirk Kōhoku-ku. Er dient seit seiner Eröffnung im Jahr 1964 als Yokohamas Zugang zum Shinkansen-Hochgeschwindigkeitsnetz.

## Verbindungen
Shin-Yokohama ist ein Kreuzungsbahnhof, an dem sich drei verschiedene Linien auf unterschiedlichen Ebenen kreuzen. Die wichtigste (und der eigentliche Grund für deren Bau) ist die Schnellfahrstrecke Tōkaidō-Shinkansen der Bahngesellschaft JR Central. Sie ist die wichtigste Bahnstrecke des Personenverkehrs in Japan und verbindet Tokio mit Shin-Osaka. Erschlossen wird der Bahnhof darüber hinaus durch die Yokohama-Linie von JR East, die Yokohama mit Hachiōji verbindet. Hinzu kommt die Blaue Linie der vom Verkehrsamt der Stadt Yokohama betriebenen U-Bahn Yokohama.
Auf der Schnellfahrstrecke wird Shin-Yokohama von sämtlichen Shinkansen-Zügen bedient. Dies betrifft die Zuggattungen Kodama, Hikari und Nozomi, die sich durch die Bedienung unterschiedlich vieler Zwischenbahnhöfe unterscheiden. Stündlich gibt es acht bis elf Verbindungen je Richtung. Die östliche Endstation ist allen Fällen Tokio, die westlichen Endstationen sind Nagoya, Shin-Osaka, Okayama, Hiroshima oder Hakata.
Werktags zwischen 9 und 15 Uhr sowie an Wochenenden zwischen 9 und 17 Uhr werden auf der Yokohama-Linie stündlich drei Eilzüge angeboten, die von Hachiōji nach Higashi-Kanagawa und anschließend via Yokohama bis nach Sakuragichō verkehren. Ergänzt wird das Angebot durch Nahverkehrszüge zwischen Hachiōji und Higashi-Kanagawa sowie zwischen Hashimoto und Sakuragichō (jeweils dreimal stündlich), was sechs Verbindungen je Stunde ergibt. Zu den übrigen Tageszeiten entfallen die Eilzüge und werden durch Nahverkehrszüge ersetzt (fünf je Stunde am Abend, bis zu 15 während der Hauptverkehrszeit), wobei die Mehrzahl bis Sakuragichō durchgebunden wird (in einzelnen Fällen bis Ōfuna).
Die U-Bahn verkehrt von 5 bis 24 Uhr, je nach Tageszeit fünf bis 14 Mal stündlich. Auf dem nördlichen Bahnhofsvorplatz befindet sich ein großer Busbahnhof. Er besteht aus zwei langen Bussteigen, die untereinander und mit dem Empfangsgebäude durch Überführungen, Treppen und Aufzügen verbunden sind. Bedient wird er von rund 20 Linien des städtischen Verkehrsamtes sowie der Gesellschaften Kanagawa Chūō Kōtsū, Kawasaki Tsurumi Rinko Bus, Keikyū Express Bus, Sakura Kōtsū, Sōtetsu Bus und Tōkyū Bus.

## Anlage
Der Turmbahnhof steht an der Grenze zwischen den Stadtteilen Shinyokohama und Shinoharachō, die beide zum Bezirk Kōhoku-ku gehören. Jeweils nur wenige Gehminuten entfernt befinden sich das Nissan-Stadion und die Yokohama Arena. Von Nordosten nach Südwesten ausgerichtet ist der teilweise eingehauste Hochbahnhof für die auf einem Viadukt verlaufende Tōkaidō-Shinkansen. Dieser Bahnhofteil verfügt über vier Gleise an zwei Mittelbahnsteigen. An dessen Nordseite steht das im Jahr 2008 neu erbaute Empfangsgebäude, das 19 Stockwerke hoch ist und vier weitere unterirdische Stockwerke besitzt. Es trägt den Namen Cubic Plaza Shin-Yokohama und umfasst ein Einkaufszentrum mit 65 Läden, mehrere Restaurants sowie ein Hotel. Das Gebäude gehört der Shin-Yokohama Station Development Company, einer Tochtergesellschaft von JR Central.
Ungefähr in einem 30-Grad-Winkel zum Shinkansen-Bahnhof in Ost-West-Richtung angeordnet ist der ebenerdige Bahnhofteil der Yokohama-Linie. Er besitzt zwei Gleise an einem überdachten Mittelbahnsteig. Dessen Empfangsgebäude spannt sich in Form eines Reiterbahnhofs über die Anlage und ist mit dem Untergeschoss des Shinkansen-Bahnhofs sowie mit dem südlichen Bahnhofsvorplatz verbunden. Der U-Bahnhof befindet sich im zweiten Untergeschoss, während das erste Untergeschoss als Verteilerebene dient. Die beiden Gleise befinden sich an einem Mittelbahnsteig. In Richtung Norden ist ein zusätzliches Ausziehgleis vorhanden, auf dem am frühen Morgen einzelne Züge wenden. Der Bahnsteig ist seit 2007 zur Erhöhung der Sicherheit mit halbhohen Bahnsteigtüren ausgestattet.
Im Fiskaljahr 2017 nutzten durchschnittlich 132.507 Fahrgäste täglich den Bahnhof. Davon entfielen 33.307 auf JR Central, 63.110 auf JR East und 36.090 auf die U-Bahn.

## Bilder

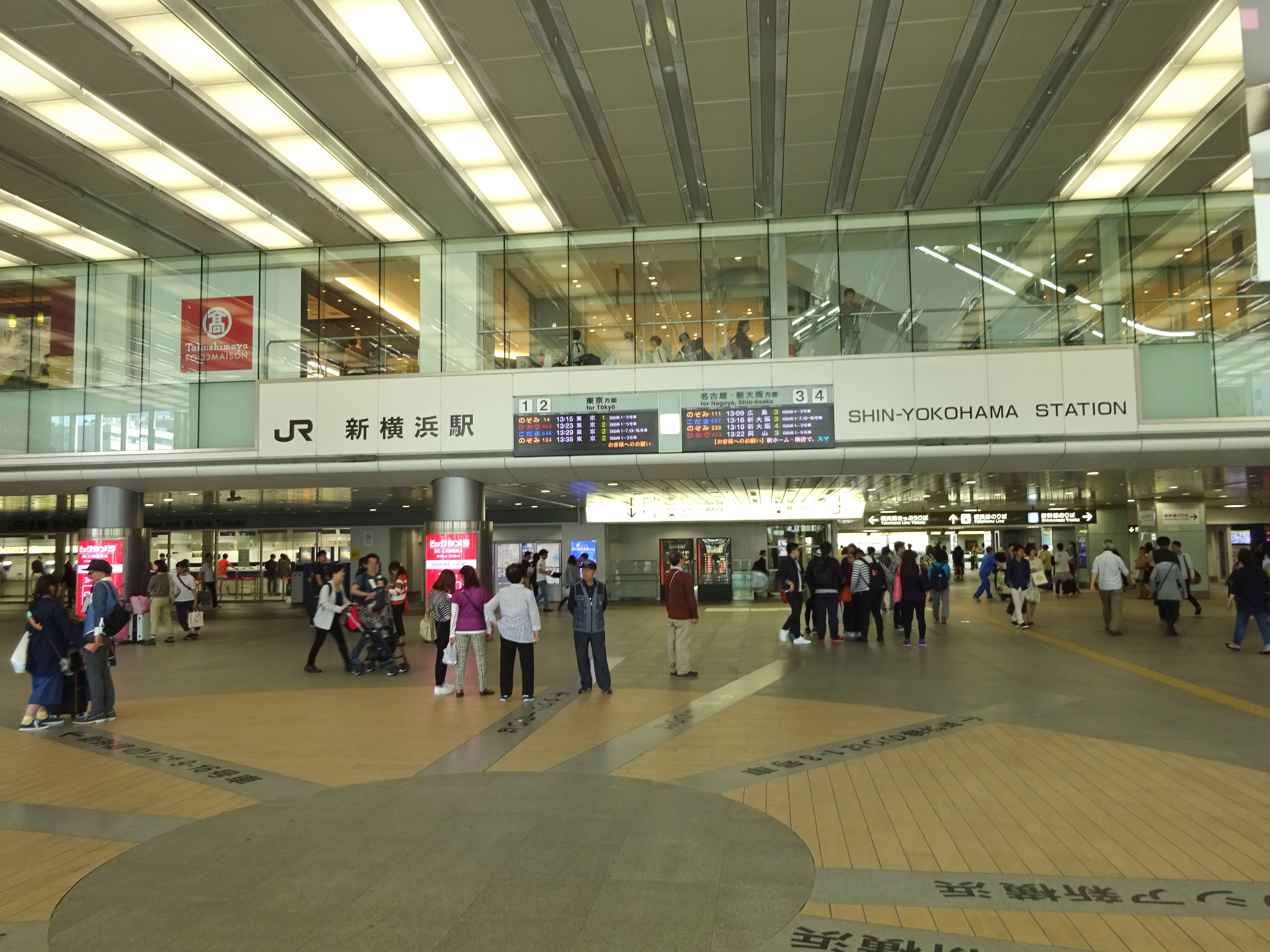
Haupthalle des Shinkansen-Bahnhofs
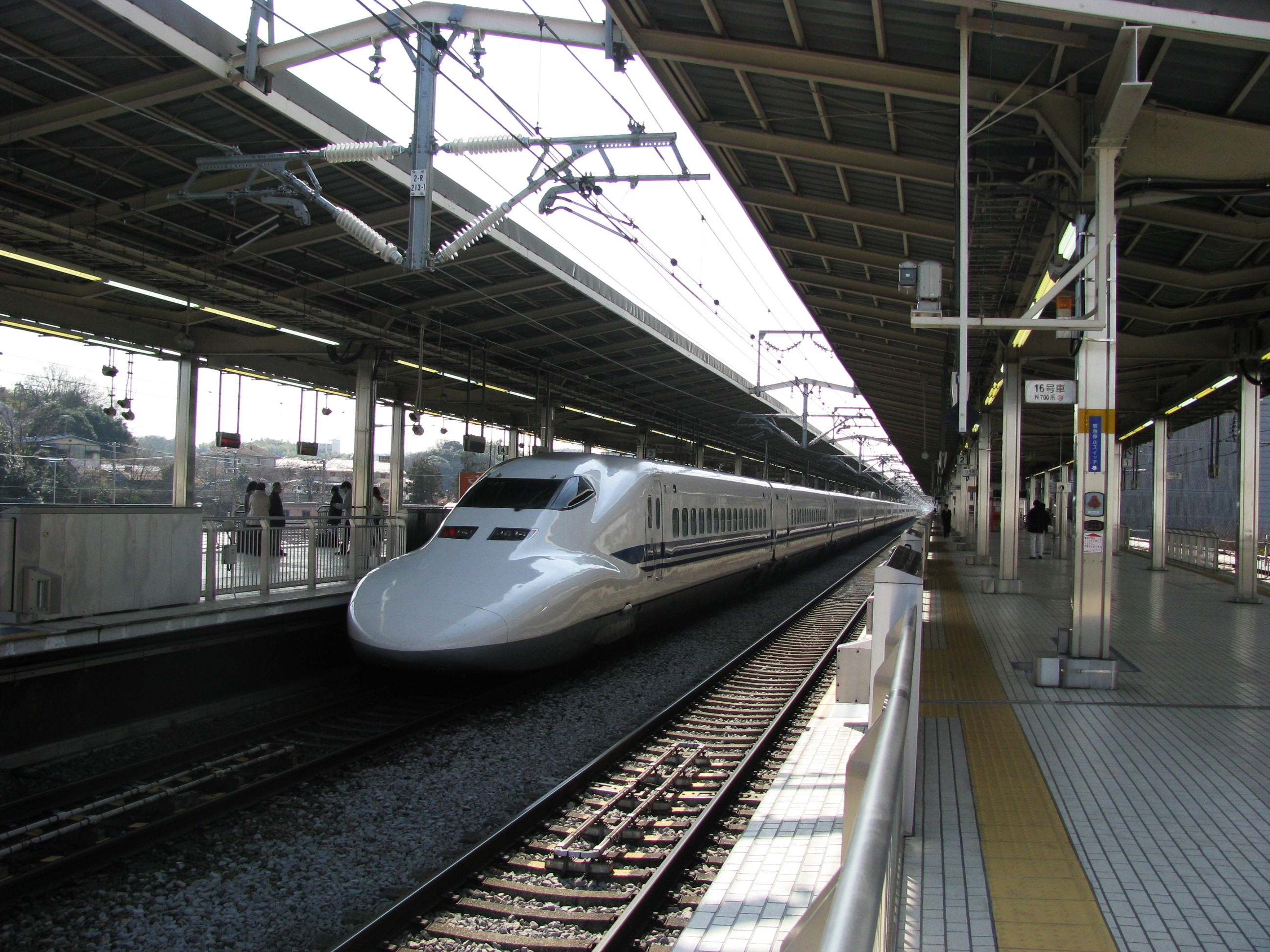
Shinkansen-Bahnsteige
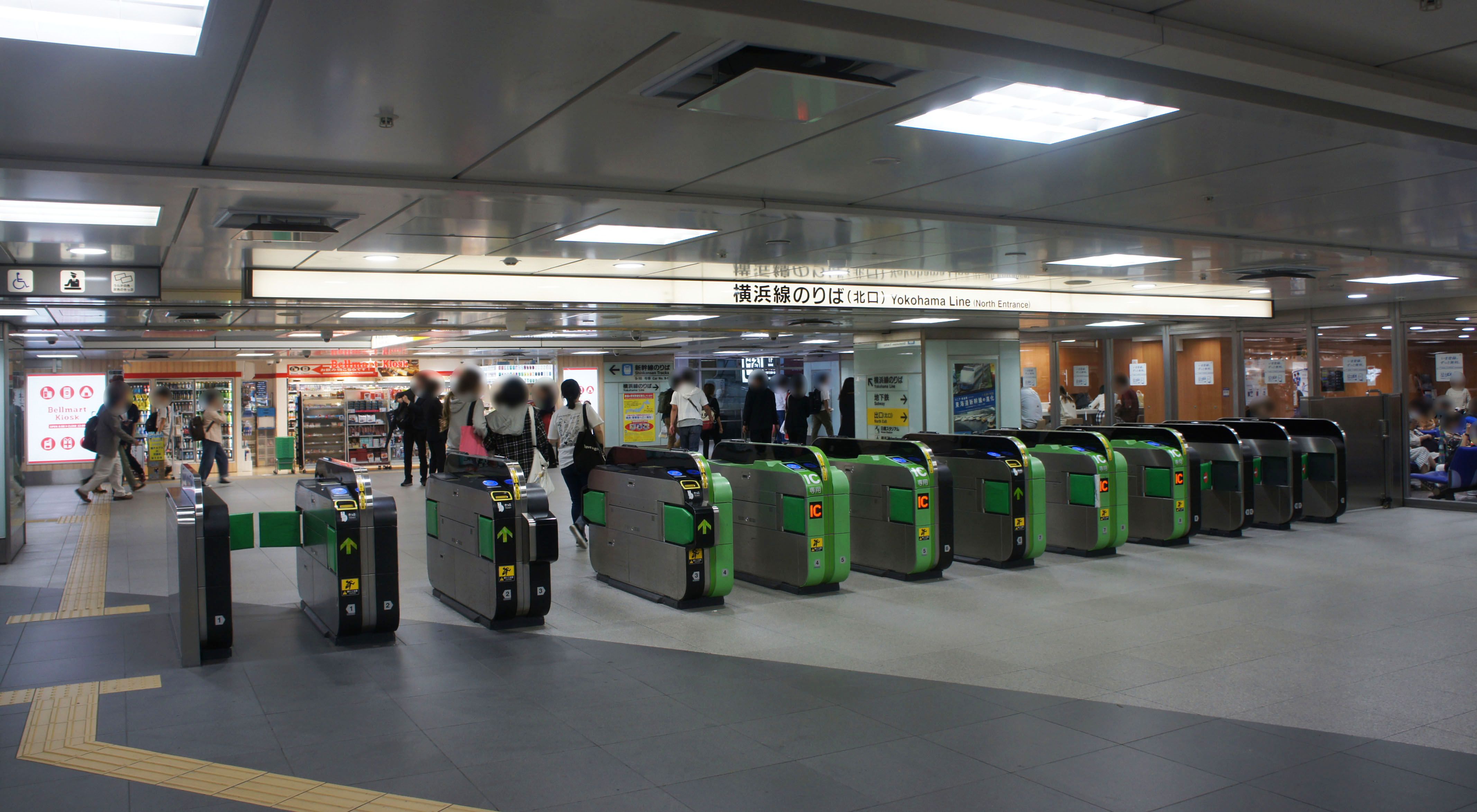
Bahnsteigsperren
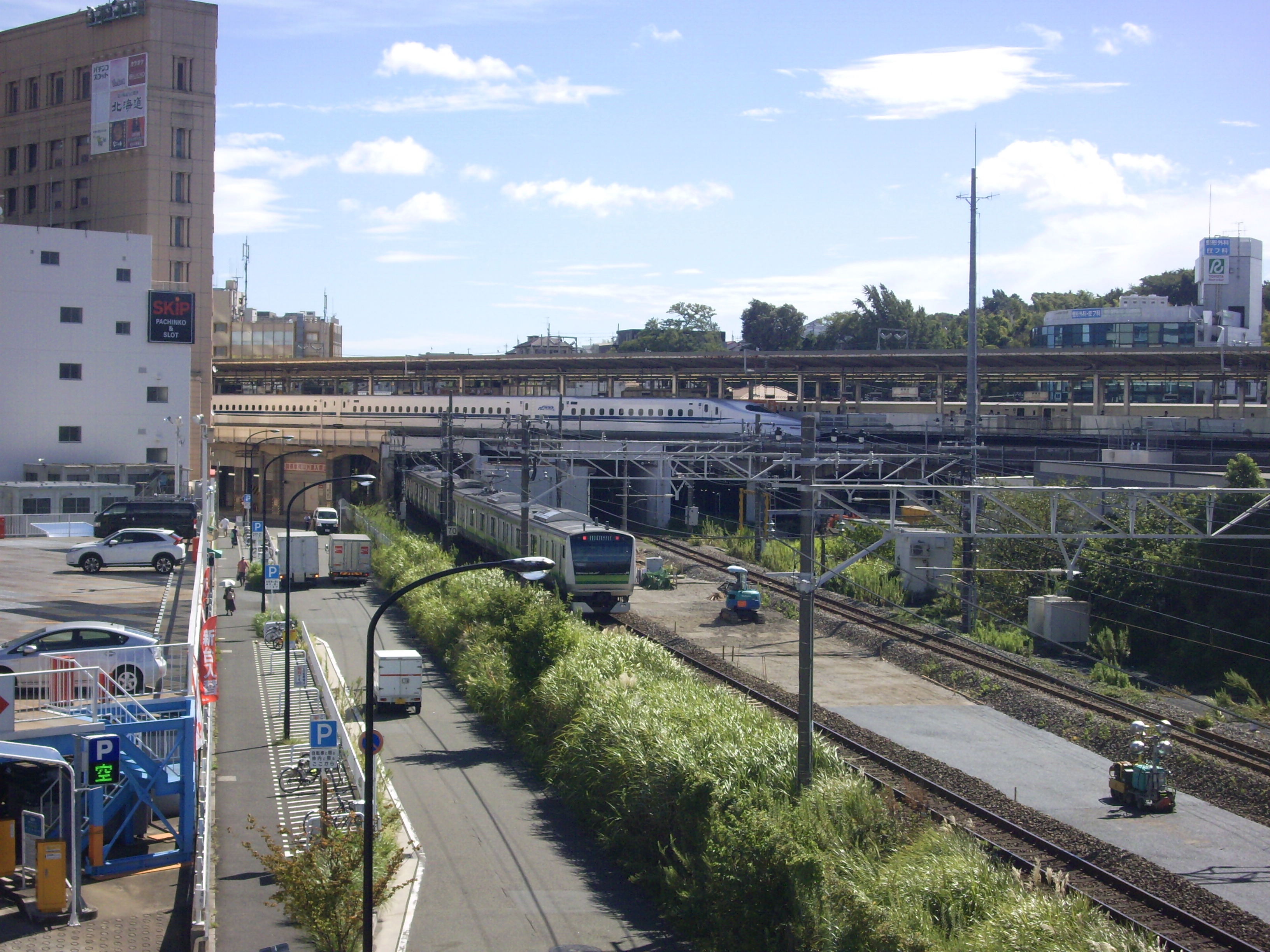
Streckenkreuzung
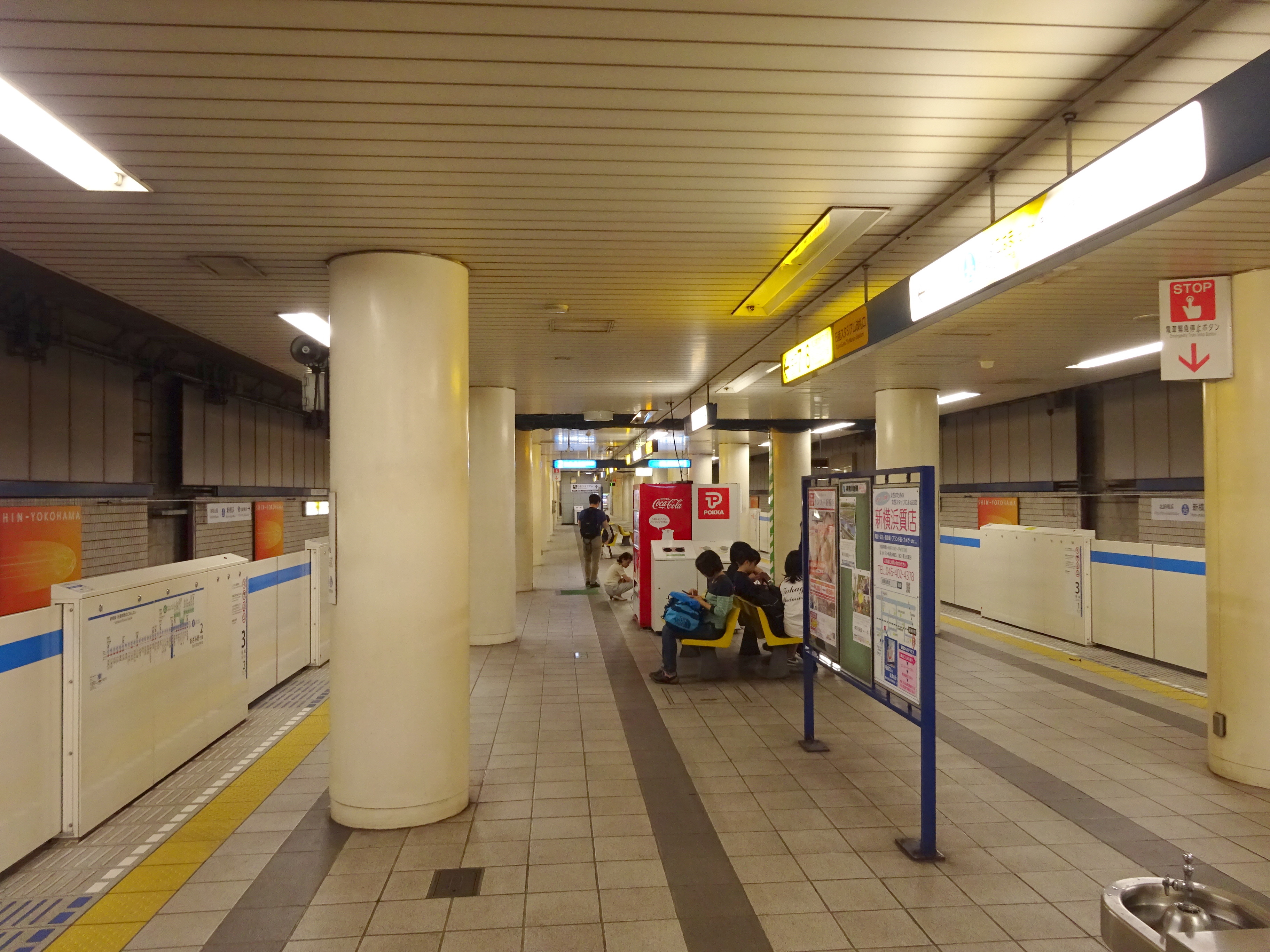
U-Bahnhof

## Gleise
Eisenbahn
| 1/2 | ▉ Tōkaidō-Shinkansen | Tokio                                     |
| 3/4 | ▉ Tōkaidō-Shinkansen | Nagoya • Kyōto • Shin-Osaka               |
| 5   | ▉ Yokohama-Linie     | Higashi-Kanagawa • Yokohama • Sakuragichō |
| 6   | ▉ Yokohama-Linie     | Machida • Hashimoto • Hachiōji            |

U-Bahn
| 1 | ▉ Blaue Linie | Yokohama • Totsuka • Shōnandai |
| 2 | ▉ Blaue Linie | Azamino                        |

## Linien
| Verlauf der Tōkaidō-Shinkansen |
| --- |
| Tokyo • Shinagawa • Shin-Yokohama • Odawara • Atami • Mishima • Shin-Fuji • Shizuoka • Kakegawa • Hamamatsu • Toyohashi • Mikawa-Anjō • Nagoya • Gifu-Hashima • Maibara • Kyōto • Shin-Osaka |

| Verlauf der Yokohama-Linie |
| --- |
| Higashi-Kanagawa • Ōguchi • Kikuna • Shin-Yokohama • Kozukue • Kamoi • Nakayama • Tōkaichiba • Nagatsuta • Naruse • Machida • Kobuchi • Fuchinobe • Yabe • Sagamihara • Hashimoto • Aihara • Hachiōji-Minamino • Katakura • Hachiōji |

## Geschichte
Zu Beginn der 1960er Jahre gab es in der Gegend nur Reisfelder und einzelne Gebäude. Zwar bestand seit 1908 die Yokohama-Linie nach Hachiōji, doch die Strecke war damals nur eingleisig und es gab keinen Bahnhof in der Nähe. Immobilienmakler erwarben die privaten Grundstücke und erzählten den Einwohnern sowie den lokalen Behörden, dass das Land für den Bau eines Automobilwerks von Nissan/Ford benötigt würde. Tatsächlich standen die Makler jedoch mit der Japanischen Staatsbahn und Politikern der Liberaldemokratischen Partei um das Land für einen Bahnhof an der geplanten Schnellfahrstrecke Tōkaidō-Shinkansen zu erwerben, wobei die Öffentlichkeit noch nichts davon wusste. Die Täuschung wurde später in einem Roman und in einem Dokumentarfilm namens Kuro No Cho Tokkyu aufgedeckt. Die Polizei leitete mehrere Ermittlungen ein, aber die verdächtigen Makler, Staatsbahnmitarbeiter und Regierungsbeamten setzten sich ins Ausland ab, bis die Verjährungsfrist für die mutmaßlichen Vergehen abgelaufen war.
Die Eröffnung des neuen Bahnhofs „auf der grünen Wiese“ erfolgte am 1. Oktober 1964, zusammen mit der gesamten Tōkaidō-Shinkansen zwischen Tokio und Shin-Osaka. Zu Beginn beschränkte sich das Shinkansen-Angebot auf Kodama-Züge mit Halt an allen Bahnhöfen. Da sich die Gegend rund um den Bahnhof innerhalb weniger Jahre zu einem bedeutenden Subzentrum Yokohamas mit zahlreichen Bürogebäuden und Hotels entwickelte, stieg die Nachfrage sprunghaft an. Die Yokohama-Linie wurde 1967/68 zweigleisig ausgebaut und auf der Schnellfahrstrecke hielten ab 1976 zunehmend Hikari-Züge, ab 1992 auch Nozomi-Züge. Am 14. März 1985 verlängerte das städtische Verkehrsamt die Blaue Linie der U-Bahn vom Bahnhof Yokohama nach Shin-Yokohama.
Im Rahmen der Staatsbahnprivatisierung am 1. April 1987 ging der Bahnhof in den Besitz zweier neuer Gesellschaften über, der Shinkansen-Bahnhofteil an JR Central und der Bahnhofteil der Yokohama-Linie an JR East. Am 18. März 1993 wurde die U-Bahn nach Azamino verlängert. Im Oktober 1998 konnten umfangreiche Erneuerungsarbeiten am Bahnhof abgeschlossen werden. Seit dem Fahrplanwechsel vom 15. März 2008 halten sämtliche Shinkansen-Züge in Shin-Yokohama.